# Cybaeus brignolii
Cybaeus brignolii är en spindelart som beskrevs av Maurer 1992. Cybaeus brignolii ingår i släktet Cybaeus och familjen vattenspindlar.
Artens utbredningsområde är Turkiet. Inga underarter finns listade i Catalogue of Life.